# Ochlerotatus flavescens
Ochlerotatus flavescens (of Aedes flavescens) is een muggensoort uit de familie van de steekmuggen (Culicidae). De wetenschappelijke naam van de soort is voor het eerst geldig gepubliceerd in 1764 door Müller.